# زفیر کوو (نوادا)
زفیر کوو (به انگلیسی: Zephyr Cove) یک منطقهٔ مسکونی در ایالات متحده آمریکا است که در نوادا واقع شده‌است. زفیر کوو ۵٫۸ کیلومتر مربع مساحت و ۵۶۵ نفر جمعیت دارد و ۱٬۹۵۰٫۷۴ متر بالاتر از سطح دریا واقع شده‌است.